# Mario Slam Basketball
Mario Slam Basketball (également connu sous le nom Mario Basket 3-on-3 au Japon et Mario Hoops 3-on-3 aux États-Unis) est un jeu vidéo de basket-ball développé par Square Enix et édité par Nintendo, sorti en 2006 sur Nintendo DS. Le joueur choisit trois personnages du Royaume Champignon, puis se livre à des matchs de Slam Basketball, dont les règles ont été légèrement modifiées.

## Système de jeu

### Généralité
Un panier vaut 20 ou 30 points suivant la zone d'un terrain de Basketball reprenant le système NBA et international. Plus le personnage accumule de pièces (jusqu'à 100), plus les paniers rapportent des points. Les personnages jouables sont : Mario, Luigi, Peach, Daisy, Wario, Waluigi, Yoshi, Bowser Jr., Donkey Kong, Diddy Kong, Paratroopa, Dixie Kong, Bowser, Ninja (Final Fantasy), Birdo, Boo, Maskass, Mage Blanc (Final Fantasy), Mog (Final Fantasy), Pampa (Final Fantasy) et Mage Noir (Final Fantasy).

### Actions
- Attaque

 Dribbler : Le personnage fait rebondir le ballon contre le sol. Il peut ainsi collecter des pièces en dribblant les cases ?.
 Tir : Le personnage envoie le ballon vers le panier.
 Tir chargé : Le personnage, immobile, concentre de l'énergie dans le ballon avant de l'envoyé au panier. Cette technique permet de marquer un panier avec précision.
 Dunk : Le personnage saute avec le ballon pour marquer un panier. Il peut aussi effectuer un Super Dunk en collectant des pièces avant de marquer un panier.
 Rebond : Le personnage attrape, en courant, le ballon qui rebondit sur le panier, avant de marquer des points.
 Esquive : Permet au joueur d'éviter plus facilement les objets et de contrecarrer la défense adverse.
 Passe : Le joueur envoie le ballon à son partenaire, et contrôle alors le personnage ayant reçu le ballon. Il peut aussi effectuer une passe lobée (en enfonçant le bouton L en choisissant la direction voulue) pour empêcher l'adversaire d'attraper le ballon.
- Défense

Saut : Le personnage saute, permettant ainsi de repousser les tirs et d'empêcher le ballon de tomber dans le panier.
Contre : Le personnage saute, puis tourne sur lui-même. Cette technique permet de repousser les dunks et les rebonds, ainsi que de dégager le ballon du panier.
Vol : Le personnage inflige un coup à son adversaire pour lui faire perdre le ballon. Cette technique ne s'avère efficace que si le ballon a été touché par le coup.
Vol en piqué : Le joueur saute puis effectue une attaque Rodéo au sol. Tout personnage se trouvant à proximité perdra le ballon.
Écran : Le joueur maintien le bouton B ou le stylet sur l'écran pour empêcher l'adversaire de passer.
Vol chargé : Le joueur effectue un écran puis, quand il devient rouge, lâche le bouton B (ou glisse le stylet vers le bas). Cette technique s'avère suffisamment puissante pour faire perdre le ballon à l'adversaire.
Pas latéral : Cette technique permet de contourner l'adversaire pour tenter de lui voler le ballon.
Changement de personnage : Cette technique s'effectue avec le bouton L. Elle permet de s'approcher de plus près du ballon.

## Accueil
- Jeuxvideo.com : 15/20[1]